# Saint-Sauveur (Quebec)
Saint-Sauveur es una ciudad de la provincia de Quebec, Canadá. Se encuentra a 60 km de Montreal en el municipio regional de condado de Les Pays-d'en-Haut y a su vez, en la región administrativa de Laurentides. Hace parte de las circunscripciones electorales de Bertrand a nivel provincial y de Laurentides−Labelle a nivel federal.
La ciudad actual de Saint-Sauveur fue establecida el 11 de septiembre de 2002, tras la agrupación de la antigua municipalidad de pueblo de Saint-Sauveur-des-Monts y la parroquia de Saint-Sauveur.

## Geografía

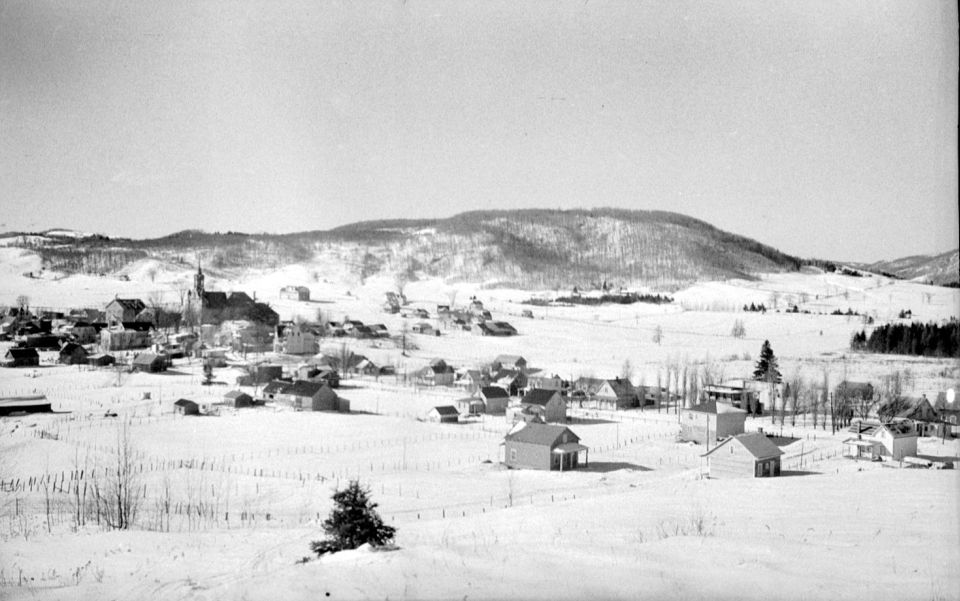
Saint-Sauveur-des-Monts, 1942

Saint-Sauveur se encuentra ubicada en las coordenadas 45°54′00″N 74°10′00″O / 45.90000, -74.16667. Según Statistique Canada, tiene una superficie total de 47,79 km² y es una de las 1135 municipalidades en las que está dividido administrativamente el territorio de la provincia de Quebec.

## Demografía
Según el censo de 2011, había 9881 personas residiendo en esta ciudad con una densidad poblacional de 206,8 hab./km². Los datos del censo mostraron que de las 9191 personas censadas en 2006, en 2011 hubo un aumento poblacional de 690 habitantes (7,5%). El número total de inmuebles particulares resultó de 6636 con una densidad de 138,86 inmuebles por km². El número total de viviendas particulares que se encontraban ocupadas por residentes habituales fue de 4886.

## Turismo
La estación de esquí ubicada en las montañas de Saint-Sauveur funciona desde 1934 y es muy concurrida en temporada invernal. Cuenta además con un parque acuático y montañas rusas que se ponen en servicio especialmente en verano.